# Volo West Wind Aviation 282
Il volo West Wind Aviation 280 era un volo nazionale passeggeri dall'aeroporto di Fond-du-Lac all'aeroporto di Stony Rapids, in Canada. Il 13 dicembre 2017, poco dopo essere decollato da Fond-du-Lac, un ATR-42 operante il volo ha perso quota e si è schiantato a terra. Tutti i 25 occupanti sono inizialmente sopravvissuti allo schianto; un passeggero è morto in ospedale in seguito alle ferite riportate. Le indagini sulle cause dell'incidente sono ancora in corso.

## L'aereo
Il velivolo era un ATR 42-320 con marche C-GWEA ed era spinto da due motori turboelica PW121 prodotti da Pratt & Whitney Canada. L'aeromobile era entrato in servizio nel 1991 con Aviación del Noroeste e successivamente era stato operato in diverse flotte tra cui Zambia Airways, Nazioni Unite, Fly540. Era entrato a far parte della flotta di West Wind Aviation nel 2012 ed aveva quasi 27 anni al momento della l'incidente. Questo tipo di velivolo è stato precedentemente associato a incidenti dovuti alla formazione di ghiaccio sulle ali in condizioni di gelo. L'incidente più notevole è stato il volo American Eagle 4184. Gli esperti affermano che i cambiamenti nelle procedure e nei sistemi dell'ATR hanno risolto il problema.

## L'incidente
L'incidente è avvenuto il 13 dicembre 2017. Stando alle previsioni meteorologiche, al momento dell'incidente il cielo era nuvoloso e le temperature arrivavano fino a -19 °C. Alle 18:15 ora locale, l'aereo ha iniziato la corsa di decollo dall'aeroporto di Fond-du-Lac. Durante la fase di salita iniziale, ha perso quota e ha urtato il terreno a 600 metri di distanza dalla pista, lasciando una scia di detriti lunga 240 metri. Il velivolo si è finalmente fermato, inclinato sulla destra. Il danno più grave è stato sul lato sinistro della fusoliera, dove si è spezzata vicino ai posti della fila 3. Non sono state riportate né esplosioni né incendi sul luogo dell'incidente, ma l'ATR ha cominciato a perdere carburante.
I primi soccorsi sono stati effettuati dai residenti locali. Alcuni di loro hanno seguito le urla e si sono precipitati sul luogo dell'incidente vicino all'aeroporto, aiutando le persone a uscire dai rottami. I passeggeri hanno anche dovuto lottare per uscire. Quattro di loro hanno provato per mezz'ora ad aprire l'uscita di emergenza. Altri passeggeri, dopo aver lasciato l'aereo, hanno guidato i residenti locali sul luogo dell'incidente. Le persone hanno inviato l'allarme tramite Facebook, chiedendo aiuto; in 10-20 minuti più persone sono arrivate coperte e altro materiale. Nel giro di poche ore, tutti gli occupanti sono stati salvati. La Royal Canadian Mounted Police ha preso poi il controllo del luogo dell'incidente.
A bordo c'erano 25 persone, di cui 22 passeggeri, 2 piloti e 1 assistente di volo. Inizialmente nessuno è rimasto ucciso, in sette hanno riportato ferite gravi, e almeno cinque sono stati trasportati in ospedale con l'elisoccorso. Gli altri 18 occupanti hanno riportato ferite lievi. Il passeggero Arson Fern Jr., un ragazzo di 19 anni, è deceduto il 25 dicembre 2017 a causa delle ferite.

## Le indagini
Il Transportation Safety Board of Canada ha avviato un'indagine. BEA, ATR (il produttore dell'aeromobile), Pratt & Whitney Canada (il produttore dei motori) e Transport Canada hanno inviato rappresentanti al sito dell'incidente. I registratori di volo sono stati recuperati e inviati al laboratorio di Ottawa.
Il certificato di operatore aereo di West Wind Aviation è stato sospeso il 22 dicembre 2017 dal Transport Canada, a causa di carenze nel sistema di controllo operativo della compagnia. È stata poi autorizzata a riprendere i voli l'8 maggio 2018, dopo che ha collaborato con il TSB e ha attuato le necessarie modifiche operative.
Gli investigatori hanno pubblicato il rapporto finale sull'accaduto circa 4 anni dopo. L'aereo era arrivato all'aeroporto di Fond-du-Lac alle 17:25 ora locale. Durante la discesa, l'aeromobile aveva incontrato condizioni di ghiaccio ed erano stati attivati i sistemi antighiaccio e de-icing. Quando tali sistemi furono disattivati, erano rimasti dei residui di ghiaccio su alcune parti dell'aereo. All'aeroporto di Fond-du-Lac erano stati imbarcati nuovi passeggeri e caricate altre merci sull'aereo. L'operatore, West Wind Aviation, aveva alcune attrezzature per il de-icing al terminal dell'aeroporto. Tuttavia, l'aeromobile non era stato sghiacciato prima del decollo, che era iniziato con una contaminazione da ghiaccio sulle ali e sulla fusoliera. L'aereo era decollato dalla pista 28 alle 18:11, diretto a Stony Rapids. Alle 18:12, l'ATR si è scontrato con alberi e terreno a meno di un miglio a ovest della fine della pista 28.